# Les Échos

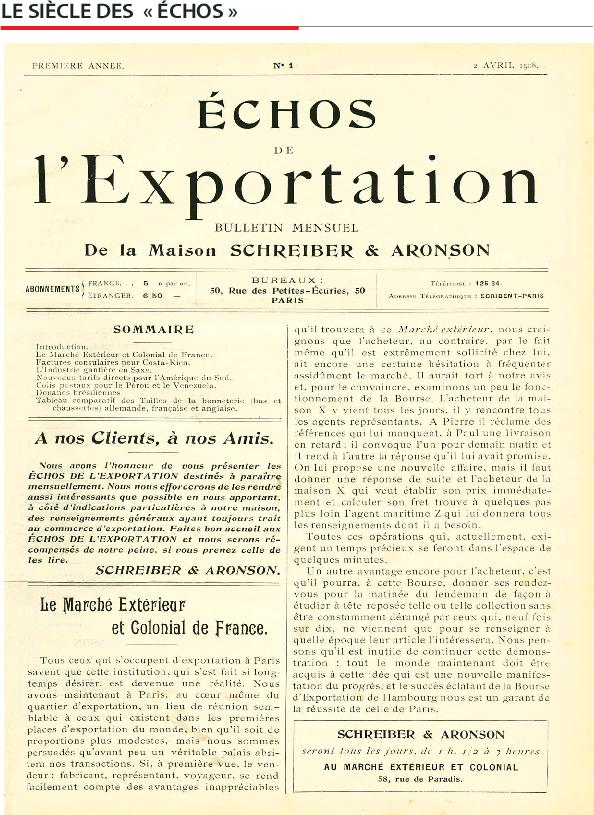
Primo numero del 2 aprile 1908

Les Échos è il principale giornale economico finanziario francese.

## Storia
Fondato nel 1908 dai fratelli Robert e Emile Servan-Schreiber come mensile Échos de l'Exportation, è passato nel 1988 al gruppo editoriale Pearson PLC. Nel 1999 il quotidiano è stato acquistato dalla LVMH di Parigi.

## La struttura editoriale
- Personal Finance - La rubrica si occupa di assicurazioni, banche, tasse, pensionamento. Al suo interno ci sono delle sub rubriche che analizzano i movimenti delle borse di tutto il mondo.
- Smail Voices - La rubrica, affronta le voci più svariate del mondo finanziario, innovazione, giuridico, libreria, modelli di documentazione statale, franchising, investimenti.
- Attualità - La rubrica tratta temi relativi al consumo, mercati, salute, trasporti, distribuzione, energia, ambiente.
- Idee e dibattito - la rubrica contiene un forum, un blog, dove si confrontano idee e opinioni.
- Regioni - In questa rubrica, il giornale si occupa della economia delle regioni Alsazia, Aquitania, Borgogna, Alvernia, Bassa Normandia, Corsica, Limosino, Lorena, Île-de-France.
- Cultura - La rubrica tratta di cinema, tv, musica, spettacolo, arte, mostre, videogiochi.